# Trilophosaurus
Il trilofosauro (gen. Trilophosaurus) è un genere di rettili estinti, imparentati con gli arcosauri. Visse nel Triassico superiore (Carnico/Norico, 220 - 207 milioni di anni fa). I suoi resti sono stati ritrovati in Nordamerica. Possedeva una caratteristica dentatura triturante.

## Descrizione
Questo animale è noto grazie a numerosi fossili rinvenuti in vari luoghi degli Stati Uniti meridionali, principalmente in Texas, Nuovo Messico e in Arizona. I resti hanno permesso di ricostruire un animale simile a un varano, con arti forti, artigliati e allungati posti ai lati di un corpo robusto. La coda era molto lunga, e in vita l'animale intero poteva superare i 2,5 metri di lunghezza. La caratteristica principale di Trilophosaurus era data dal cranio, insolitamente corto e alto, dalla struttura robusta. Il cranio era dotato di massicci denti molariformi, appiattiti e larghi, dalle superfici taglienti; questi denti sembrerebbero essere strutturati per tagliare piante particolarmente dure; i denti sono assenti nella premascella e nella parte frontale della mandibola, dove erano sostituiti da una sorta di becco che nell'animale in vita era probabilmente rivestito di uno strato cheratinoso. Il cranio era ulteriormente bizzarro poiché non esisteva l'apertura temporale inferiore, dando al cranio un aspetto euriapside (come quello dei plesiosauri). È probabile che la perdita della "finestra" inferiore fosse da attribuire alla necessità di rinforzare il cranio (Carroll, 1988).

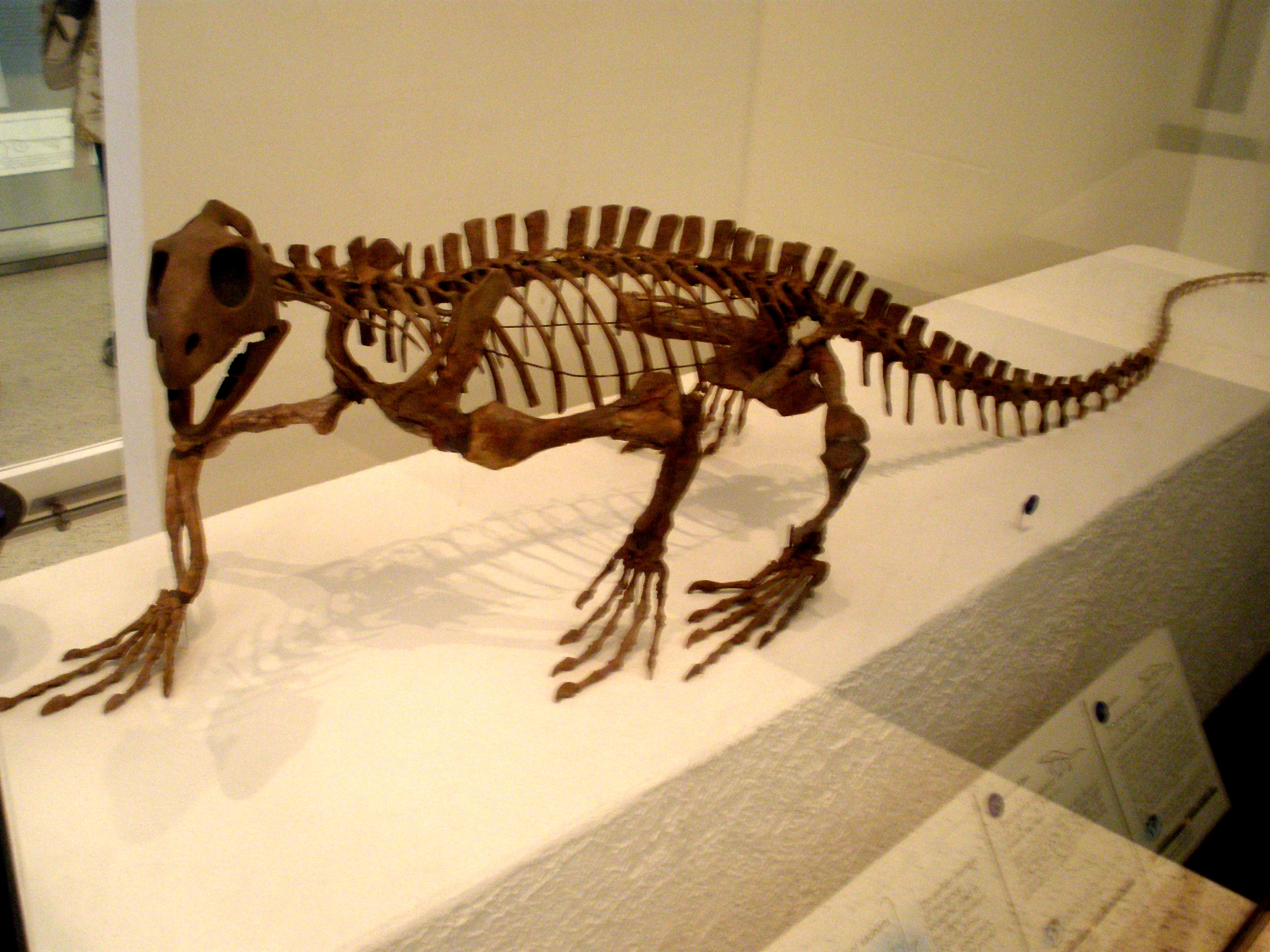
Scheletro di T. buettneri

## Classificazione
Il genere Trilophosaurus (il cui nome significa "dente con tre creste") è stato descritto per la prima volta da Ermin Case nel 1928. Per qualche tempo Trilophosaurus e i suoi stretti parenti (i trilofosauri) sono stati considerati affini ai plesiosauri e in generale ai saurotterigi, a causa della strana conformazione del cranio privo della seconda finestra diapside. In realtà i trilofosauri possiedono numerose caratteristiche che li pongono alla base del gruppo degli arcosauri, tra gli arcosauromorfi. Di Trilophosaurus si conoscono tre specie: T. buettneri, T. jacobsi e T. dornorum (la più robusta), distinte principalmente per la forma dei denti. Altri animali simili a Trilophosaurus sono Teraterpeton, Spinosuchus, Anisodontosaurus, Variodens e Tricuspisaurus.